# Рекендорф, Алоис
Алоис Рекендорф (нем. Alois Reckendorf; 10 июня 1841, Тршебич, Чехия — 11 апреля 1911, Лейпциг) — немецкий пианист и музыкальный педагог.

## Биография
Алоис Рекендорф родился 10 июня 1841 года в чешском городке Тршебич. Окончив гимназию в Брюнне, поступил сперва в Венский политехнический институт, затем изучал философию в Гейдельбергском университете и наконец окончил Лейпцигскую консерваторию, а с 1877 года и до конца жизни преподавал в ней.
Наиболее известен как учитель Вильгельма Бакхауса, занимавшегося у него с 1891 года приватно и в 1894—1899 годах в стенах консерватории, — фактически Рекендорф был его единственным наставником. Эпизодически у Рекендорфа учился Юхан Хальворсен, среди его учеников был также Альфред Хилл.
Автор композиций педагогического назначения, обработок и переложений (в частности, выполнил фортепианные транскрипции нескольких оркестровых сочинений Юхана Свенсена).
Алоис Рекендорф умер 11 апреля 1911 года в городе Лейпциге.